# Сапожников Василь Васильович
Сапо́жников Васи́ль Васи́льович (9 грудня 1861, Перм — 11 серпня 1924, Томськ) — російський ботанік та географ, мандрівник, міністр народної освіти в уряді Колчака (1918—1919).

## З життєпису
Закінчив Пермську гімназію, в 1884 році — природничий відділ фізико-математичного факультету Московського університету. Залишився при вузі для професорського навчання. Магістр ботаніки (1890), доктор ботаніки (1896). Викладав природничу історію в Александровському училищі та хімію в Алексеєвському училищі, читав лекції з фізіолог рослин на Луб'янських жіночих курсах. З 1890 року — приват-доцент Московського університету. В 1891-92 роках працював в Німеччині та Швейцарії, з 1893 року викладав в Томському університеті. Спочатку екстраординарний професор, з 1901 року — ординарний, з 1916 — заслужений ординарний. В 1906-09 та 1917-18 роках — ректор Томського університету, викладав в Томському політесі.
Організував наукові експедиції до Алтаю, Семиріччя, Саянів та Монгольського Алтаю. Зібрав величезний гербарій, вивчав зледеніння, відкрив льодовики, визначав висоту вершин. Автор праць з фізіології рослин та географічній характеристиці природи Алтаю та Семиріччя. На його честь було названо 2 піка в горах Тянь-Шаню, а також льодовик Південного Алтаю. Під час експедицій багато фотографував, його колекція склала приблизно 10 тисяч світлин. В 1895 році досліджував Катунський та Берельський льодовики, в 1897, 1898 та 1899 роках — річку Катунь та гірські хребти Алтаю. В 1901 році знову відвідав Алтай, поклав початки систематичним спостереженням за льодовиками. В 1902 році здійснив подорож по Семиріччю — досліджував Тянь-Шань, Джунгарський Алатау. Зібрав великий гербарій, колекції ссавців, плазунів, птахів, риб та комах. В 1904 році здійснив другу подорож в Семиріччя. В 1905, 1906, 1908 та 1909 роках відвідав Монгольський Алтай. В 1912-14 роках повернувся до вивчення Семиріччя. 1916 року здійснив подорож по турецькій Вірменії, вивчав Вірменське нагір'я.

## Праці
- К вопросу о геотропизме. // Труды Московского университета, 1885
- Образование углеводов в листьях. М., 1890
- Белки и углеводы зеленых листьев как продукты ассимиляции. // Труды Общества естествоиспытателей и врачей. 1894
- По Алтаю // Известия Томского университета
- Катунь и его истоки // Известия Томского университета. (Работа удостоена медали им. Н. М. Пржевальского, 1900)
- Очерки Семиречья. Часть I. Джунгарские степи, Иссык-Куль и Тянь-Шань. // Известия Томского университета. 1904
- Очерки Семиречья. Часть II. Джунгарский Алатау. // Известия Томского университета. 1906
- Монгольский Алтай в истоках Иртыша и Кобдо. 1911 (Работа удостоена медали им. П. П. Семёнова-Тянь-Шанского, 1911)
- Пути по Русскому Алтаю. 1913
- Растительность Зайсанского уезда (в соавторстве с Б. Шишкиным)
- Растительность Турецкой Армении
- По Алтаю. М., Географгиз. 1947